# Jeździec

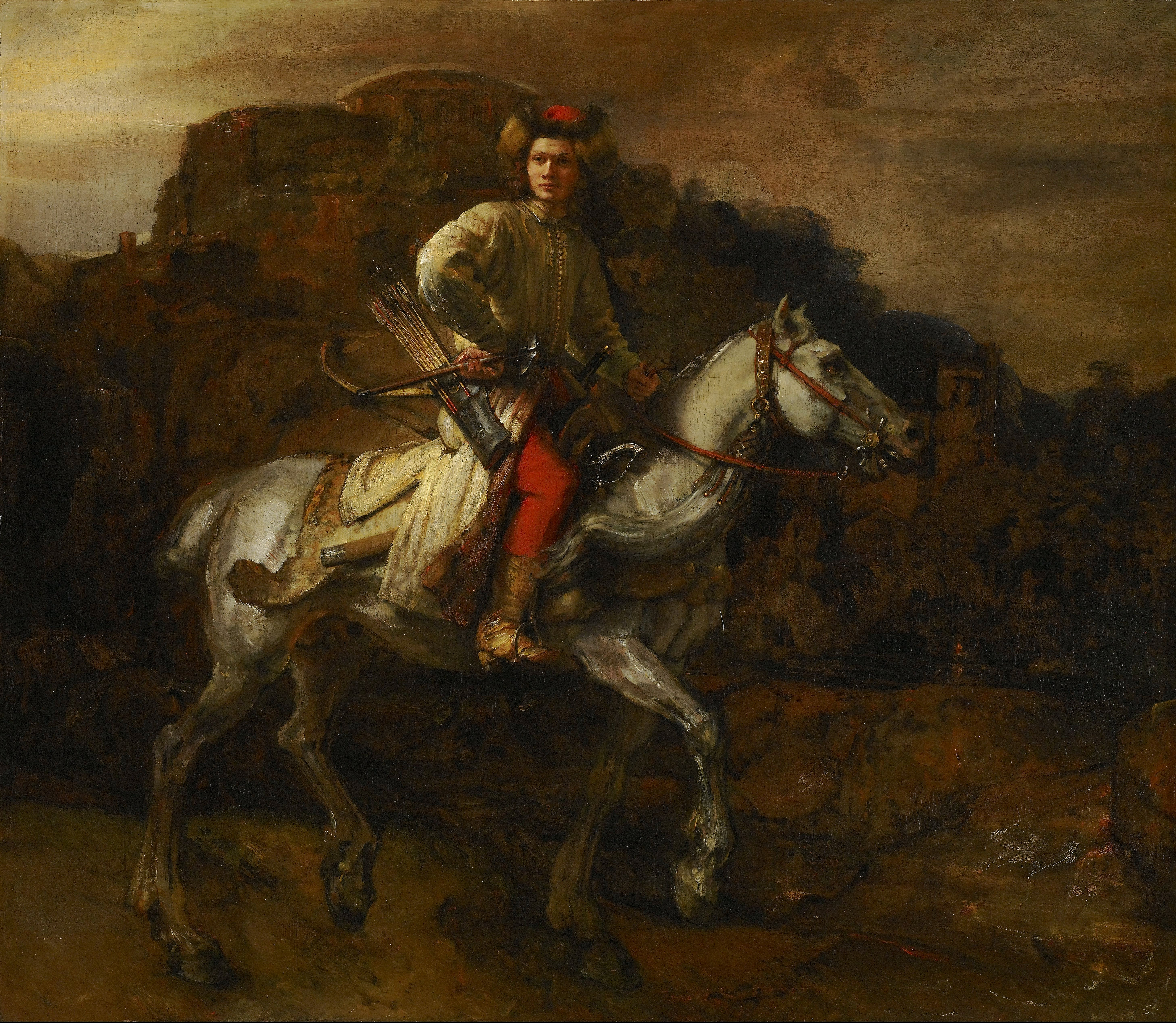
Jeździec polski Rembrandta

Jeździec – człowiek kierujący zwierzęciem (najczęściej koniem, także wielbłądem, osłem, mułem i innymi), na którym jedzie wierzchem.
W niektórych sytuacjach stosuje się inne określenia: np. jeździec – kobieta to amazonka, jeździec na słoniu to kornak, jeździec na wyścigach koni to dżokej, a jeździec cyrkowy to woltyżer.
Grupy społeczne wywodzące się od jeźdźców to ekwici (equites), hippeis.
Żołnierze-jeźdźcy to obok wspomnianych wyżej ekwitów i hippeis także rycerze, husarzy, lisowczycy, dragoni, kirasjerzy, ułani, lansjerzy, szwoleżerowie, strzelcy konni, krakusi.
Jeźdźcami są także dżygici, dawni kowboje, masztalerze, rataje, ujeżdżacze.

## Dyscypliny sportu uprawiane przez jeźdźców
Barrel Racing, bieg za lisem, Cow Horse, gonitwy przeszkodowe, skoki przez przeszkody, Steer Wrestling, pięciobój nowoczesny, polo (sport), ujeżdżenie, WKKW, Western riding, wyścigi konne, reining, trail, western pleasure, super horse, universal horse, cutting, team peaning, roping, team roping, western horsemanship, woltyżerka.

## Elementy wykonywane podczas jazdy
Styl angielski (klasyczny):
stęp, kłus, galop, chody robocze, chody pośrednie, chody zebrane, chody wyciągnięte, piaff, pasaż, lewada, krupada, balotada, trawers, rewers, ustępowanie od łydki, ciąg, lotna zmiana nogi w galopie.
Styl western:
side pas, sliding stop, roll back, back up, jog, lope, spin. W tym stylu także obowiązują lotne zmiany nogi w galopie, wszystkie chody boczne, a także zebranie konia.

## Jeździec w literaturze, filmie i sztuce
- Jeźdźcy Apokalipsy z Biblii;
- poemat historiozoficzny Jeździec miedziany – Aleksandr Puszkin
- Śmierć i królewski jeździec Wole Soyinka
- Jeździec bez głowy (ISBN 83-7389-339-3) – Thomas Mayne Reid
- Piąty jeździec apokalipsy (ISBN 83-86743-59-X) – Paul Scarron jun.
- film Jeździec bez głowy, Sleepy Hollow (USA, 1999) horror, czas 128 min., reż. Tim Burton
- film Jeździec, Equus (USA, 1977) dramat psychologiczny, czas 137 min., reż. Sidney Lumet
- Czarny jeździec – obraz; autor Krzysztof Radziewicz
- Jeździec Bamberski – płaskorzeźba
- Jeździec z Madary – płaskorzeźba
- Jeździec Rampin – rzeźba grecka z okresu archaicznego